# Cernelîțea
Cernelîțea (în ucraineană Чернелиця) este o așezare de tip urban din raionul Horodenka, regiunea Ivano-Frankivsk, Ucraina. În afara localității principale, mai cuprinde și satul Hmeleva.

## Demografie
Componența lingvistică a așezării de tip urban Cernelîțea
     Ucraineană (99,63%)
     Alte limbi (0,37%)
Conform recensământului din 2001, majoritatea populației așezării de tip urban Cernelîțea era vorbitoare de ucraineană (99,63%), existând în minoritate și vorbitori de alte limbi.